# Salmtal
Salmtal település Németországban, Rajna-vidék-Pfalz tartományban. Lakosainak száma 2511 fő (2023. december 31.).

## Népesség
A település népességének változása:
| Lakosok száma | 1929 | 2380 | 2403 | 2456 | 2496 | 2511 |
|               | 1975 | 2017 | 2019 | 2021 | 2022 | 2023 |